# Verdis
Verdis (en serbio: Слободна Република Вердис; en croata: Slobodna Republika Verdis; en inglés: Free Republic of Verdis), oficialmente República Libre de Verdis, es una micronación de Europa. Está situado en la península de los Balcanes, orilla occidental del río Danubio, en la frontera entre Croacia y Serbia, compartiendo una frontera terrestre con el primero. Verdis fue proclamada el 30 de mayo de 2019 por Daniel Jackson de 20 años de edad. Verdis se encuentra cerca de Liberland, actualmente Verdis está ocupada por las autoridades Croatas y en el exilio en Serbia y Reino Unido